# 寝台車の悪魔
『寝台車の悪魔』（しんだいしゃのあくま）は、1990年に発表された赤川次郎による日本の推理小説。「悪魔シリーズ」の第2作。

## あらすじ
修学旅行の帰路、由利子ら花園学園高校の生徒が乗車していた寝台車で殺人事件が起こる。深夜、列車の停車中にトイレに起きた川村冬子は、白いコートを着た男と通路でぶつかっていた。警察は、手口からプロの仕業だと断定する。
翌日、冬子の父が急死し、悲しみに暮れる冬子の元に「口は災いのもと」という不審な電話がかかってくる。そんな中、冬子は母が不倫していることを知ってしまい、母がその相手と共謀して父を殺したのではと疑いを抱いてしまう。
その後、列車で見かけたあの白いコートの殺し屋が、「俺のことを黙ってくれていた」という理由で葬儀場へ参列者にまぎれて冬子に礼を言いに来る。その後も学校、香子に誘われて訪れたパーティー会場と冬子の行く先々に殺し屋は現れ、冬子と殺し屋の奇妙な関係が始まる。

## 登場人物
矢吹 由利子（やぶき ゆりこ）
花園学園高校2年生。ボーイッシュで姉御肌の女の子。
弘野 香子（ひろの きょうこ）
花園学園高校2年生。資産家の一人娘。
桑田 旭子（くわた あきこ）
花園学園高校2年生。役者を目指しており、その優れた演技力は由利子たちしか知らない。
矢吹 真由子（やぶき まゆこ）
由利子の妹。好奇心旺盛な中学2年生。
川村 冬子（かわむら ふゆこ）
由利子たちの同級生。母・清美が不倫していることを知り、苦悩する。殺し屋の竜一と親しくなっていく。
竜一（りゅういち）
殺し屋。チンピラだった時に、兄貴分が殺された仕返しに相手を殺して以来、人殺しを厭わなくなった。
大崎 有恵（おおさき ありえ）
寝台車で殺害された女性。夫婦仲は冷え切っており、別に恋人がいた。
水町（みずまち）
冬子の中学生時代の家庭教師。K社の研究所に勤めている。会社の機密情報を持ち出し、殺害される。
大崎 和也（おおさき かずや）
有恵の夫。医師。東由紀子という恋人がいる。
東 由紀子（あずま ゆきこ）
大崎と不倫をしていた女性。大崎の子を妊娠している。花園学園高校の卒業生。
本条（ほんじょう）
繊維メーカーK社の専務。最近はバイオテクノロジーにも力を入れている。
布川（ふかわ）
ベテラン刑事。
山辺（やまべ）
若い刑事。